# České jméno
České jméno, tedy osobní jméno užívané občany České republiky, má nejčastěji dvě části, rodné jméno a příjmení (matriční zákon z roku 2001 tato jména nazývá jméno, příjmení).
Příjmení má v Česku charakter rodinného jména (příjmení), je tedy děděno v rodině. Může být změněno, nejčastěji přijímá nově příjmení nevěsta po manželovi (ale výjimečné není ani užívání dvou příjmení ap.).
Rodná jména užívaná v Česku zahrnují některá původní slovanská jména, ale převažují jména hebrejského, řeckého, latinského a německého původu. Ty jsou pak doplněny ještě dalšími jmény románského a germánského původu, jmény keltskými, orientálními a dalšími. Zároveň jsou mezi populací často chápána jako „česká“ i jména cizího původu, ale běžně používaná už po staletí: Jan, Pavel, Kateřina nebo Oldřich.
Oficiálně se celé jméno získává zápisem do matriky. Zákon omezuje počet jmen daných na dvě (vedle jména umožňuje přijmout také tzv. druhé jméno). Nejběžnější jména jsou slovanského původu, křesťanská (i biblická: Jakub, Jan, Tomáš a Eliška, Tereza, Adéla) teoreticky je možné přijmout jakékoliv existující jméno. Do matriky není možné zapsat ani vymyšlené jméno ani domácí podoba jména, před českými úřady také automaticky nezískává žádné oficiální postavení jméno přijaté při křtu (případně jiném náboženském rituálu).

## Historický vývoj
Nejstarší česká jména byla slovanská a byla spojená s magickými představami, například s vírou že určitá jména mohou ochránit před nepřízní osudu nebo že na pojmenovaného přechází vlastnosti jmenovce, například zemřelého děda. Některá jména jako Hlúpata odkazovala na negativní vlastnosti a měla chránit před pozorností zlých sil, jiná, jako Kyj nebo Orel naopak odkazovala na vlastnosti pozitivní. V předkřesťanských dobách dostávali děti jméno až při postřižinách, obřadu spojenímu se vstupem do dospělosti.
Od 9. století počalo výběr jmen ovlivňovat nastupující křesťanství, které přineslo takzvanou první vlnu křesťanských jmen. Vznikla tak některá nová slovanská jména jako Bohuslav, Křišťan, Křižan nebo překlady jmen cizích: Bohumil – Theofil. Zároveň se počala používat jména hebrejská (Jan, Jakub), řecká (Ondřej, Petr) a latinská (Pavel, Florián). Dlouho byla ale běžná i stará slovanská jména, nová jména přijímalo především duchovenstvo a do jisté míry šlechta. I proto byla přijata především jména mužská. Kromě křesťanství výběr jmen ovlivnila také německá kultura, především mezi elitami, kde se objevila jména jako Oldřich, Ota nebo Adalbert. Ve 13. století už převládala křesťanská jména a ve 14. století nastala takzvaná druhá vlna křesťanských jmen. Některá jména se stala typickými pro elity: Albert, Oldřich, Eliška, Žofie, další pro měšťanstvo: Aleš, Diviš, Jitka, Marta, jiná se užívala ve všech společenských vrstvách: Petr, Jan, Tomáš, Markéta, Anna nebo Klára.
	V 16. století se zvýšila obliba starozákonních jmen, dvou křestních jmen (jako Jan Václav) a znovu získala oblibu některá jména jako Vojtěch nebo Jiří. V té době se také stal pro výběr jmen víceméně závazný církevní kalendář, což vedlo k omezení slovanských jmen, s výjimkou těch která nosili světci: Vojtěch, Ludmila a Václav. Třetí vlna křesťanských jmen proběhla v 17. století a byla spojena především s výraznou oblibou jmen Marie a Josef, ale také jmény jako je Karolína, Terezie, Viktorie, Eleonora, Karel, František a Antonín.
	Od konce 18. století se v souvislosti s nastupujícím národním obrozením počala znovu používat slovanská jména, jak původní tak nově vytvořená. Jedná se například o jména s koncovkou -slav (Ladislav, Miloslav), mír (Vladimír, Jaromír) nebo -mil (Bohumil, Čechomil). Časté bylo užití těchto jmen společně s prvním neslovanským jménem: Karel Jaromír Erben nebo Magdalena Dobromila Rettigová. Mnohá z těchto jmen zanikla, například Sudiprav, některá však nikoliv: Pravoslav. Z důvodu potřeby souladu nově používaných slovanských jmen s církevním kalendářem byla často ztotožněna s jménem cizím, které nesl nějaký světec: například  Božena – Benedikta nebo Čestmír – Erhard. Kromě slovanských jmen se rozšířila také cizí jména jako Hana, Eva, Eleonora nebo například Filoména. V zásadě však i během národního obrození zachovávala největší oblibu už dříve užívaná jména, často hojně dávaná už od středověku. Šlo o mužská jména jako Josef, Jan, František, Václav, Antonín a Karel, z ženských pak o jména Marie, Anna, Kateřina, Josefa, Antonie a Františka.
	V období po 2. světové válce prakticky vymizely stavovské či sociální rozdíly ve výběru jmen a jejich volba pro novorozence závisela především na rodinné tradici, případně módních vlivech. Obecně však došlo k odklonu od jmen která se počala používat v době baroka a narůstu obliby jmen starších: Martin, Michal, Tomáš, Jakub a Ondřej co se týče jmen mužských a Kateřina, Markéta, Zuzana, Barbora a Lucie z jmen ženských. Kromě nich získávala nejdříve  na oblibě jména ruská: Igor, Taťána, Naděžda a v 60. letech zase jména francouzská jako Iveta nebo Simona. Kromě nich se rozšířila také jména jako Andrea, Renata, Monika, Nikola nebo Patrik.

## Slovanská jména
Nejdéle v Česku používaná rodná jména jsou slovanská, jejichž užití předcházelo christianizaci. Jména jednoduchá, jako Chval, Odolen či Dobroš, byla typická pro nižší vrstvy, a většina z nich vyšla z užívání, ale některá z nich se stále používají: Dušan, Milan, Radan, Květa, Milada, Světla nebo Zlata. Jména složená, příkladem je Radoslav nebo Bořivoj, byla tradičně užívána elitními vrstvami, a v průběhu času často došlo k osamostatnění jejich zkrácených podob: například z jména Zdeslav tak vzniklo jméno Zdeněk, z Lubomír Lubor nebo z Ludmila Lída. V době národního obrození vznikla také nová složená jména, z nichž se však většina neuchytila: například Krasoslav, Mírumil nebo Čistoslava.
Mezi mužská slovanská jména náleží například Václav, Dalibor, Vojtěch, Jaromír, Radoslav, Ctirad, Jaromír nebo Stanislav, mezi ženská pak Libuše, Šárka, Vlasta, Božena, Jaroslava, Milena či Radka.
Některá jména byla přejata z dalších slovanských jazyků. Ta však často nemají slovanský původ: například jména Igor a Oleg mají skandinávský původ, jména Ivan a Ilja jsou slovanské podoby původem hebrejských jmen Jan a Eliáš, jméno Taťána má latinský původ a jméno Jovana je chorvatskou podobou Jany. Dalším příkladem mohou být jména Galina, Nina, Soňa nebo Saša. Jméno Naďěžda je pak kalkem z řeckého Elpis.

## Hebrejská jména
Velkou skupinu českých jmen tvoří jména hebrejská, která se počala používat spolu s křesťanstvím. Převážně se jedná o jména biblická, ale v některých případech jsou i světského původu. Mezi mužská náleží například Jan, Jakub, Tomáš, Matyáš, Adam, Josef, Michal nebo Daniel, která patří dlouhodobě k nejoblíbenějším českým jménům, mezi ženská pak například Marie, Marta, Anna, Eva, Jitka, Zuzana nebo Eliška.

## Řecká jména
Řecká jména jsou částečně také spojena s křesťanskou tradicí – jedná se především o jména novozákonních postav. Z mužských se jedná například o jména Filip, Jiří, Štěpán, Ondřej, Petr nebo Alexandr, z ženských pak Kateřina, Irena, Barbora, Helena nebo Veronika. Část řeckých jmen přišla skrze jiné jazyky, například ruské Soňa vychází ze Sofie a jméno Vasil z Basileos. Naopak jméno Tomáš je hebrejského původu, ale je přijato skrze řečtinu.

## Latinská jména
Latinská jména patří mezi další spojená s příchodem křesťanství, často jde o jména světců.  Z mužských se jedná například o jména Martin, Pavel, Marek, Lukáš, Antonín, Dominik, z ženských pak Julie, Amálie, Lucie, Klára, Natálie nebo Viktorie.

## Románská jména
Některá jména byla přijata z jiných románských jazyků než je latina. Jedná se například o jména španělská: Elvíra, Manuel nebo Izabela; italská jako Alois, František nebo Sandra; nebo francouzská jako René, Iveta, Nikola, Andrea nebo Denis. V některých případech bylo přes románské jazyky znovu přijato už dříve užívané jméno, Anita je tak podobou hebrejského Anna a Simon, případně jeho ženská forma, Simona, vychází z taktéž hebrejského Šimon.

## Germánská jména
Germánská jména pronikla do Česka poprvé s manželkami Přemyslovců, německými mnichy, rytíři a kolonisty. K nejstarším přejatým jménům patří Jindřich, Oldřich a Bedřich, později se počala užívat i jména jako Vilém, Karel, Rudolf, Robert a ženská jména Hedvika, Adéla nebo Hilda. Z angličtiny pochází Alfréd a Eduard nebo Evelína, ze skandinávských jazyků zase Olaf, Dagmar, Greta, Ingrid a Nora.

## Další
K dalším užívaným patří jména keltského původu: Brigita, Oskar, Artur, Alan, Dag, Ronald a Kevin, maďarského původu: Ilona, Aranka, Jolana, Marika, Tibor nebo Zoltán a z arabštiny: Mohamed, Omar, Alina, Fatima nebo Lejla.

## Sporné případy
Problém české praxe zvlášť představovalo ze strany matričních úřadů nadužívání požadavků na vyhotovení znaleckých posudků u méně obvyklých jmen (v kombinace omezeného počtu znalců – jsou pouze dva, buď instituce Ústav pro jazyk český, nebo Miloslava Knappová). Důležitým případ následoval poté, co se v roce 2013 rodiče dohodli na jméně pro dítě „Thymian“, když ale odmítli si nechat vyhotovit posudek, matriční úřad zapsal místo jména „nazjíštěno“. Jméno totiž nebylo v základních pramenech (tedy knize Jak se bude vaše dítě jmenovat? a celostátní evidenci jmen ministerstva vnitra) a matrika se nespokojila s tvrzení, že je jméno užité v rodině matky a má původ u amerických domorodých obyvatel. Rodičů se zastal teprve Nejvyšší správní soud v lednu 2015 (4 As 155/2014 – 32), který formuloval právní větu: „Pochybnosti o správné pravopisné podobě jména ve smyslu § 62 odst. 1 poslední věty zákona č. 301/2000 Sb., o matrikách, jménu a příjmení, nevzniknou, pokud se podaří ověřit správnou pravopisnou podobu jména dítěte, které má být zapsáno do matriční knihy narození (v daném případě v podobě „Thymian“), prostřednictvím vhodných důkazních prostředků, aniž by bylo nutné vyžadovat znalecký posudek.“